# Insuffisance de la valvule pulmonaire
 Mise en garde médicale
L'insuffisance valvulaire pulmonaire, également connue sous le nom de régurgitation pulmonaire, est un type de cardiopathie valvulaire dans laquelle il y a un reflux du sang de l'artère pulmonaire, à travers la valvule pulmonaire, dans le ventricule droit, lorsque le cœur se détend  . L’insuffisance valvulaire pulmonaire sévère est rare. Un reflux faible à modéré peut normalement se produire,.

## Symptôme
La plupart des gens ne présentent aucun symptôme. Lorsque des symptômes apparaissent, ils peuvent inclure un essoufflement à l’effort, un gonflement des jambes et une hypertrophie du foie . Les complications peuvent inclure une insuffisance cardiaque, et une insuffisance tricuspide .

## Cause

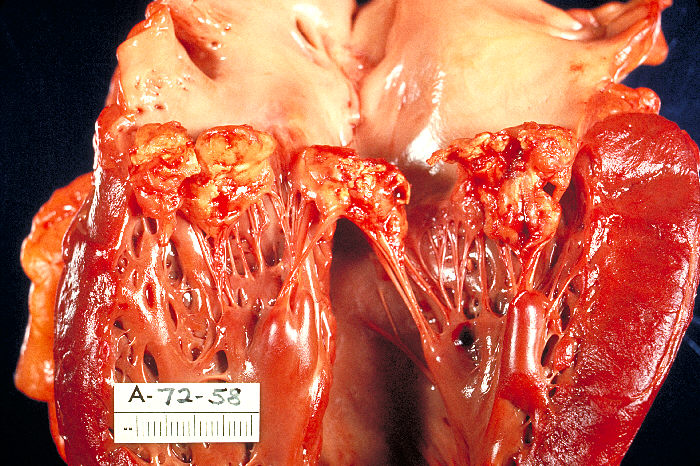
Endocardite infectieuse

Les causes peuvent inclure l’hypertension pulmonaire, la valvulotomie chirurgicale, la valvuloplastie par ballonnet, le syndrome carcinoïde, l’endocardite infectieuse, la cardiopathie rhumatismale ou la valvulopathie congénitale.
Elle survient généralement chez les personnes atteintes de tétralogie de Fallot, car la chirurgie visant à corriger l’anomalie peut entraîner des problèmes de valve pulmonaire des années plus tard.

## Diagnostic
Le diagnostic peut être suspecté sur la base d'un souffle diastolique et confirmé par une échographie du cœur .
Des échographies annuelles peuvent être recommandées chez les personnes à risque.

## Traitement

Le captopril pour traitement

Chez les personnes souffrant d’hypertension pulmonaire, celle-ci doit être traitée. Chez les personnes présentant des symptômes, un remplacement de la valve pulmonaire peut être recommandé.
La valve tricuspide peut bénéficier d’une réparation simultanée.
Chez les patients qui ne peuvent pas subir d’intervention chirurgicale, des diurétiques, des inhibiteurs de l’ECA et des bêtabloquants peuvent être utilisés pour traiter l’insuffisance cardiaque. Les résultats peuvent être bons avec la chirurgie.

## Histoire
Le souffle d'insuffisance valvulaire pulmonaire a été décrit pour la première fois en 1873 par George Balfour et plus tard en 1888 par Graham Steell .